# Чанчунь Ятай
ФК «Чанчунь Ятай» (кит.: 长春亚泰足球俱乐部) — китайський футбольний клуб з Чанчуня, заснований у 1996 році. Виступає в Суперлізі. Домашні матчі приймає на стадіоні «Чанчунь», потужністю 25 000 глядачів.

## Досягнення
- Китайська Суперліга:
  -  Чемпіон (1) 2007
  -  Срібний призер (1): 2009